# Sigsbeia murrhina
Sigsbeia murrhina is een slangster uit de familie Hemieuryalidae.
De wetenschappelijke naam van de soort werd in 1878 gepubliceerd door Theodore Lyman.